# Als (Fluss)
Die Als, auch Alsbach oder Alserbach genannt, ist ein 10,55 Kilometer langer Fluss in Wien, der heute großteils als Bachkanal geführt wird.

## Geographie

### Geologie
Der Alserbach hat als im Wienerwald entspringendes Gewässer den Charakter eines Mittelgebirgsbachs. Infolge der Wasserundurchlässigkeit des Untergrunds verändert sich die Wasserführung des Baches durch intensivere Niederschläge sehr schnell, sodass es zu kurzen, aber starken Hochwasserführungen kommen kann. Der Oberlauf der Als liegt dabei typischerweise im Wald und ist relativ steil mit einer starken Tiefenerosion.

### Verlauf
Die Als entspringt an der Grenze zu Niederösterreich im Tal zwischen Dahaberg und Steinerner Lahn auf etwa 405 m ü. A. Bald erreicht der Fluss die Wiener Stadtgrenze und bildet in südöstliche Richtung verlaufend bis zur Amundsenstraße einen Abschnitt der Bezirksgrenze zwischen den Gemeindebezirken Hernals und Penzing, wo er die Villa Roth und den Hanslteich passiert. Bis hierher sind der (westliche) Dornbach von links sowie Schottenwaldbach und Erlenbach von rechts eingemündet. Danach folgt das Gewässer der Neuwaldegger Straße und fließt dann am Rande der Marswiese bis zum Mündungsbereich des von links einmündenden Eckbachs. Hier befindet sich auch das Einlaufbauwerk in den Bachkanal, in den auch der von Norden kommende Kräuterbach mündet.
Der Bach floss nun ursprünglich entlang der Neuwaldegger Straße (wo hinter den Häusern Nr. 23 bis 3 noch heute der Verlauf des alten Bachbetts sichtbar ist), wo beim Schloss Neuwaldegg von rechts der Luchtengraben mündet, und entlang Alszeile zum Rupertusplatz, bei dem der Anderbach und mit ihm das Wasser des (südlichen) Dornbachs einmündet. Von dort verlief die Als über Richthausenstraße, Rötzergasse und Jörgerstraße. Hier, an der Grenze zum Bezirk Währing, erreichte sie schließlich den Bezirk Alsergrund, auf dem sich die Als auf der Lazarettgasse fortsetzte. Hier wurde sie von der Erhebung Herzogspoint nach Norden abgelenkt und folgte der Spitalgasse und der Nußdorfer Straße. Am heutigen Kreuzungspunkt von Nußdorfer Straße und Alserbachstraße mündete der Währinger Bach in die Als und die Als setzte ihren Weg ostwärts entlang der Alserbachstraße fort. Ursprünglich mündete die Als bereits in einen stadtseitigen Donauarm im Verlauf der heutigen Liechtensteinstraße (Salzgrieß). Nach dessen Verlandung mündete der Bach jedoch bei der heutigen Friedensbrücke in den Donaukanal. Seit 1902 wird der Bach nun kurz davor in den rechten Hauptsammelkanal geleitet, sodass nur noch nach einem Starkregenereignis der Überfluss der Als in den Donaukanal mündet.

## Geschichte

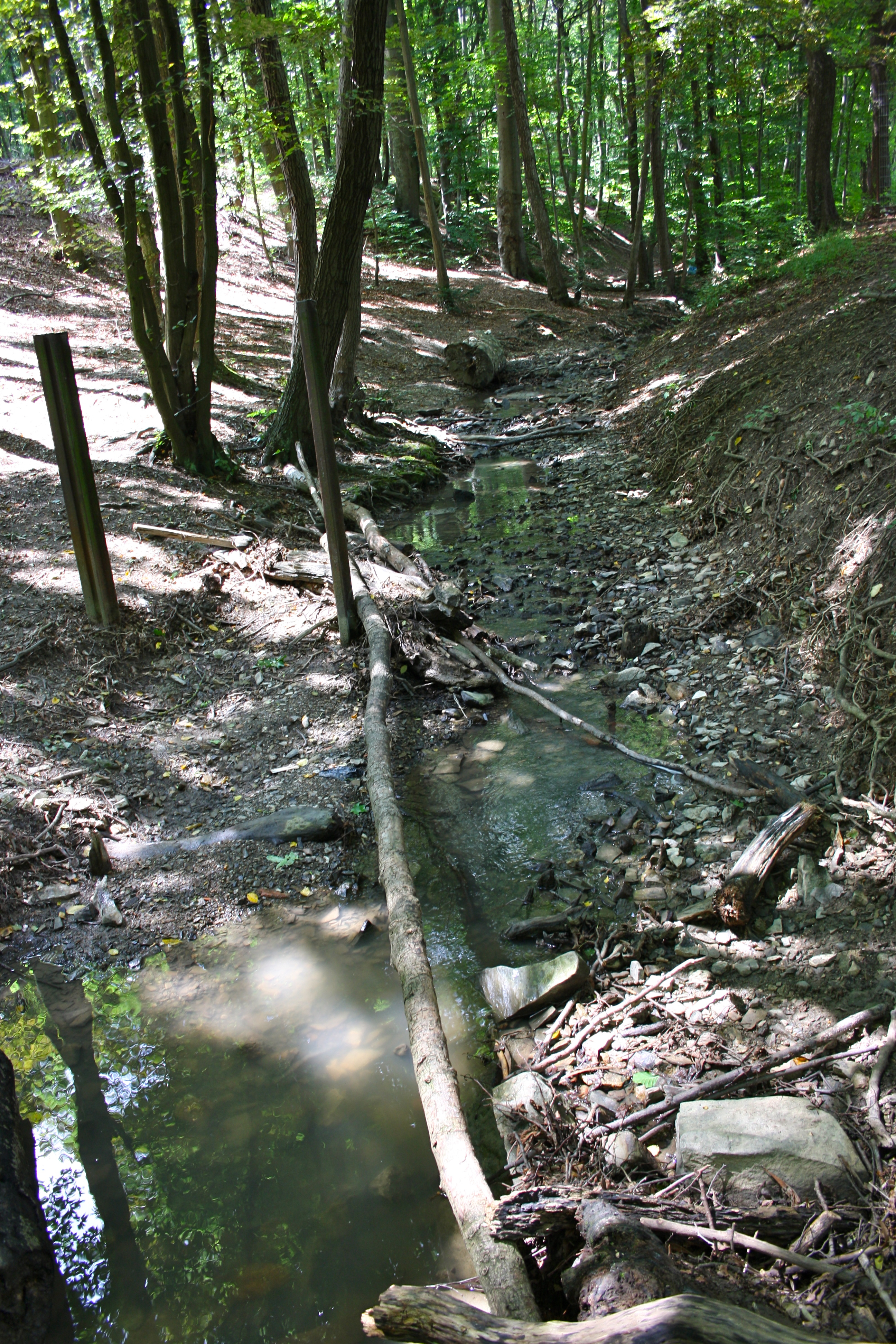
Oberlauf der Als im Schwarzenbergpark

Für den Namen der Als gibt es verschiedene Herleitungsmöglichkeiten. Oftmals wird der Name vom keltischen Alt abgeleitet, der Bach oder kühler Bach bedeuten kann. Anderen Interpretationen könnte der Name aber auch vom altslavischen Wort Olša stammen, das mit Erle übersetzt wird. Eine erste urkundliche Erwähnung ist aus dem Jahr 1044 überliefert. Nach der Ableitung des Ottakringer Baches für den Bau des Minoritenklosters zweigte man um 1200 einen Arm der Als zur Stadt Wien ab. Über Sensengasse und Währinger Straße wurde das Wasser westlich des Schottentors über den Stadtgraben in die Stadt geleitet und folgte danach Schotten- und Herrengasse bis zum ursprünglichen Bett des Ottakringer Baches. Durch die Strauchgasse und den Tiefen Graben erreichte der neue Alsarm schließlich den Donaukanal. Zwischen 1430 und 1440 dürfte der neu gebildete Alsarm in der Inneren Stadt schließlich zugeschüttet worden sein und entwässerte nur noch in den Stadtgraben und die darin liegende Mühle.
Beim (Um-)Bau der U-Bahnlinien U2 und U5 stieß man 2023 im Bereich U2/Schottentor/Universität überraschend auf einen nicht in Karten verzeichneten Rest eines Bachkanals der Als. Der 50 m lange Hohlraum mit etwa 2 m Durchmesser musste tragfähig aufgefüllt werden.

### Zufluss Kräuterbach
Der Zufluss Kräuterbach entspringt im Bereich der Höhenstraße und mündet bei der Geroldgasse in den Alserbach-Kanal. Im Bereich Artariastraße/Ecke Höhenstraße wurden bis April 2025 eine 100 m lange Hochwassermauer sowie ein neues Rückhaltebecken für 13.000 m³ Wasser errichtet.